# Angelo Tarchini
Angelo Tarchini (* 25. März 1874 in Bellano; † 13. Januar 1951 in Balerna, heimatberechtigt in Balerna) war ein Schweizer Rechtsanwalt, Notar, Richter, Politiker, Tessiner Grossrat, Staatsrat und Nationalrat.

## Biografie
Angelo Tarchini war Sohn des Arztes Serafino und seiner Frau Virginia geborene Malugani. Er heiratete 1899 Lucia Fortini, schlug zunächst eine kirchliche Laufbahn ein und besuchte die Priesterseminare in Como und Lugano, dann studierte er Jurisprudenz in Genf. Ab 1896 war er als Rechtsanwalt in Balerna tätig. Als Politiker der konservativ-demokratischen Partei (Präsident von 1911 bis 1941) war er Abgeordneter des Grossrats von 1897 bis 1905, von 1909 bis 1827 sowie von 1931 bis 1841 (Präsident 1910 und von 1939 bis 1940). Er sass 1921 im Verfassungsrat (Präsident der Kommission zur Erarbeitung des später abgelehnten Verfassungsprojekts). Er war auch Mitglied des Nationalrats von 1914 bis 1917, von 1922 bis 1923, von 1925 bis 1927, von 1928 bis 1930, von 1932 bis 1933 und von 1940 bis 1941. Überdies war er Gemeindepräsident von Balerna von 1924 bis 1941 und für einige Monate Staatsrat von Januar bis Mai 1927 (zurückgetreten). Seit 1928 war er Richter am Kassationshof und ehemaliger kantonaler Präsident des Schweizerische katholischen Volksvereins. Er war ein geschätzter Mitarbeiter von Bischof Aurelio Bacciarini, dem apostolischen Administrator von Lugano.
Im Auftrag der Regierung erstellte er unter anderem die Raccolta delle leggi usuali del Cantone Ticino (acht Bände, 1931–1940, bekannt als Raccolta Tarchini). Als führende Persönlichkeit der Konservativ-Demokratischen Partei, deren Vorsitzender er lange Zeit war, setzte er sich für eine parteiübergreifende Zusammenarbeit ein. Als Verfechter demokratischer Werte nahm er unter anderem an der antifaschistisch orientierten Verteidigung im Prozess gegen Giovanni Bassanesi (1930) teil. Im Jahr 1905 war er Mitglied der Società degli amici dell’educazione del popolo e d’utilità pubblica ticinese.

## Schriften
- Raccolta delle leggi usuali del Cantone Ticino. Compilata per incarico del Consiglio di Stato dall’avv. Angelo Tarchini. 8 voll., Grassi, Bellinzona 1931–1940.
- La Costituzione cantonale del 4 luglio 1830. Grasssi, Bellinzona 1931.
- Nel centenario della nascita di Giovacchino Respini. Note biografiche e storiche. Grafica, Bellinzona 1937.
- Il cimitero di Balerna. Note storiche ed artistiche attorno al cimitero di Balerna, pubblicate nella ricorrenza del centenario di fondazione (1838–1938). Emo Cavalleri, Como 1938.
- Alberto Lepori (Hrsg.): Testi giovanili (1895–1905). (mit Biografie), Armando Dadò Editore, Locarno 1992.
- Alberto Lepori: Angelo Tarchini. In: Dizionario storico del movimento cattolico. Aggiornamento 1980–1995.  Marietti, Genova 1997, S. 516–517.